# John Kannankulam
John Kannankulam (* 7. Januar 1972 in Darmstadt) ist ein deutscher Politikwissenschaftler.

## Leben
Kannankulam absolvierte von 1992 bis 2000 ein Magisterstudium der Politikwissenschaft im Hauptfach sowie Amerikanistik und Neuere deutsche Geschichte als Nebenfächer an der Johann Wolfgang Goethe-Universität Frankfurt am Main. Anschließend folgte seine Promotion bei Joachim Hirsch und Bob Jessop mit einer Arbeit über den Autoritären Etatismus in der Theorie des marxistischen Staatstheoretikers Nicos Poulantzas.
Ab Oktober 2009 war Kannankulam Juniorprofessor an der Philipps-Universität Marburg, seit 2015 ist er dort Inhaber der Professur für Europäische Integration und Politische Ökonomie. Zudem arbeitete er zusammen mit Sonja Buckel und Jens Wissel am Forschungsprojekt Die Transnationalisierung des Staates im Prozess der Entstehung einer gemeinsamen Europäischen Migrationskontrollpolitik. Zu seinen Arbeitsschwerpunkten gehört Staatstheorie.
Kannankulam ist Mitglied der Gewerkschaft Erziehung und Wissenschaft sowie der Assoziation für kritische Gesellschaftsforschung. Er ist der Sänger der seit 1990 aktiven Ska-Band Ska Trek.

## Veröffentlichungen (Auswahl)
Autor
- Autoritärer Etatismus im Neoliberalismus. Zur Staatstheorie von Nicos Poulantzas. VSA, Hamburg 2008, ISBN 978-3-89965-280-2.

Herausgeber
- Poulantzas lesen. Zur Aktualität marxistischer Staatstheorie. Gemeinsam mit Lars Bretthauer/Alexander Gallas/Ingo Stützle. VSA, Hamburg 2006 (Buch als pdf).
  - englischsprachige Ausgabe: Reading Poulantzas. Merlin Press, London 2011, ISBN 978-0-85036-647-1.
- Der Staat der bürgerlichen Gesellschaft. Zum Staatsverständnis im Anschluss an Karl Marx. Gemeinsam mit Joachim Hirsch und Jens Wissel. Nomos, Baden-Baden 2008.
- Kämpfe um Migrationspolitik. Theorie, Methode und Analysen kritischer Europaforschung. Gemeinsam mit der Forschungsgruppe ›Staatsprojekt Europa‹. Transcript, Bielefeld 2014.